# Julius Seitz

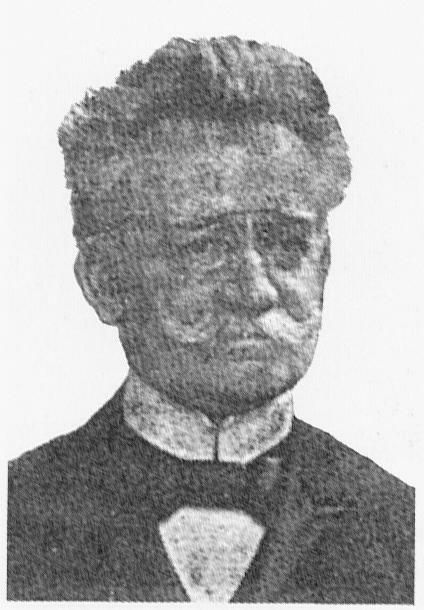
Julius Seitz auf einem undatierten Zeitungsfoto

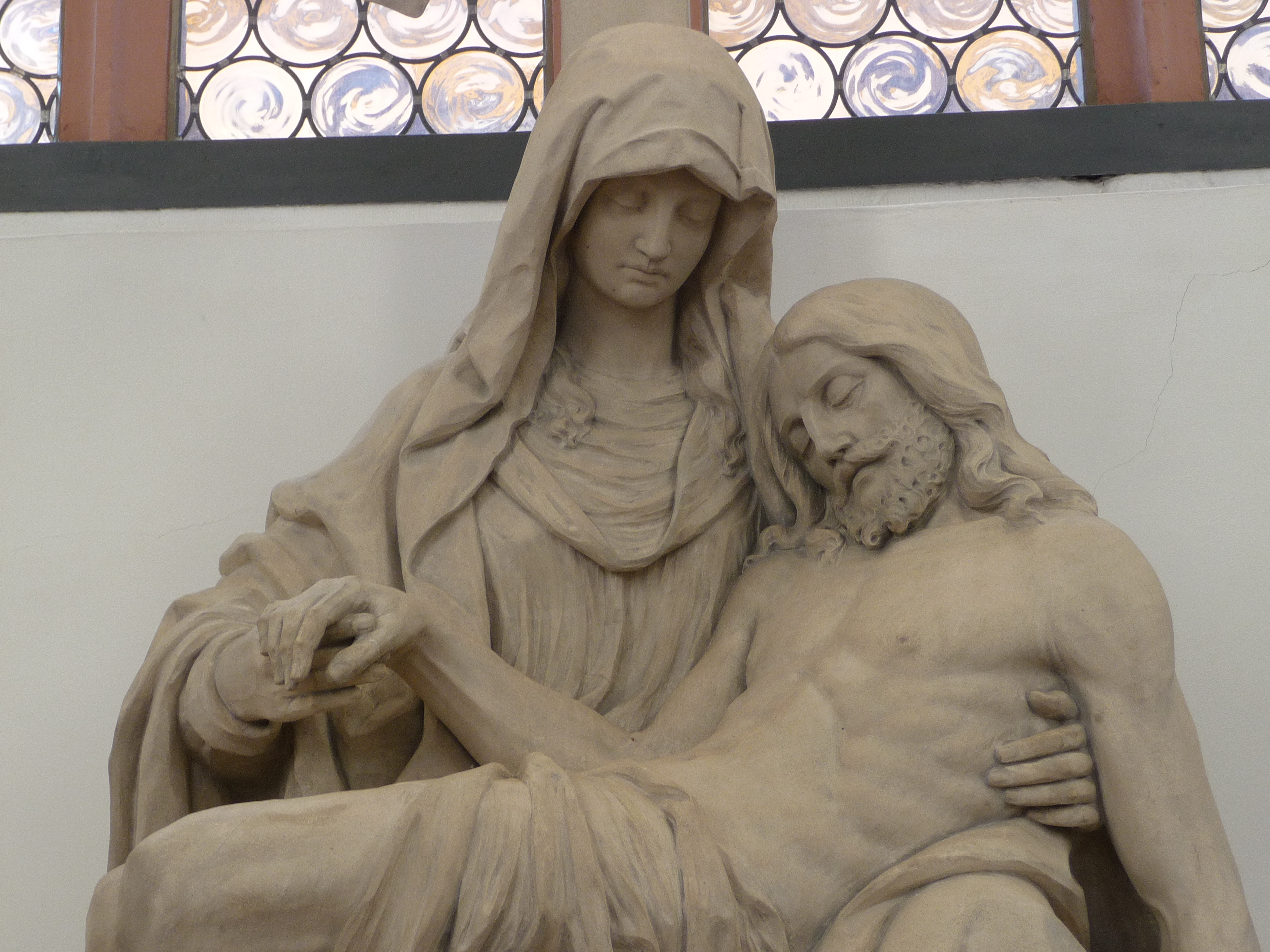
Detail der Pietà unter dem Kreuze in der Heidelberger Jesuitenkirche (1905)

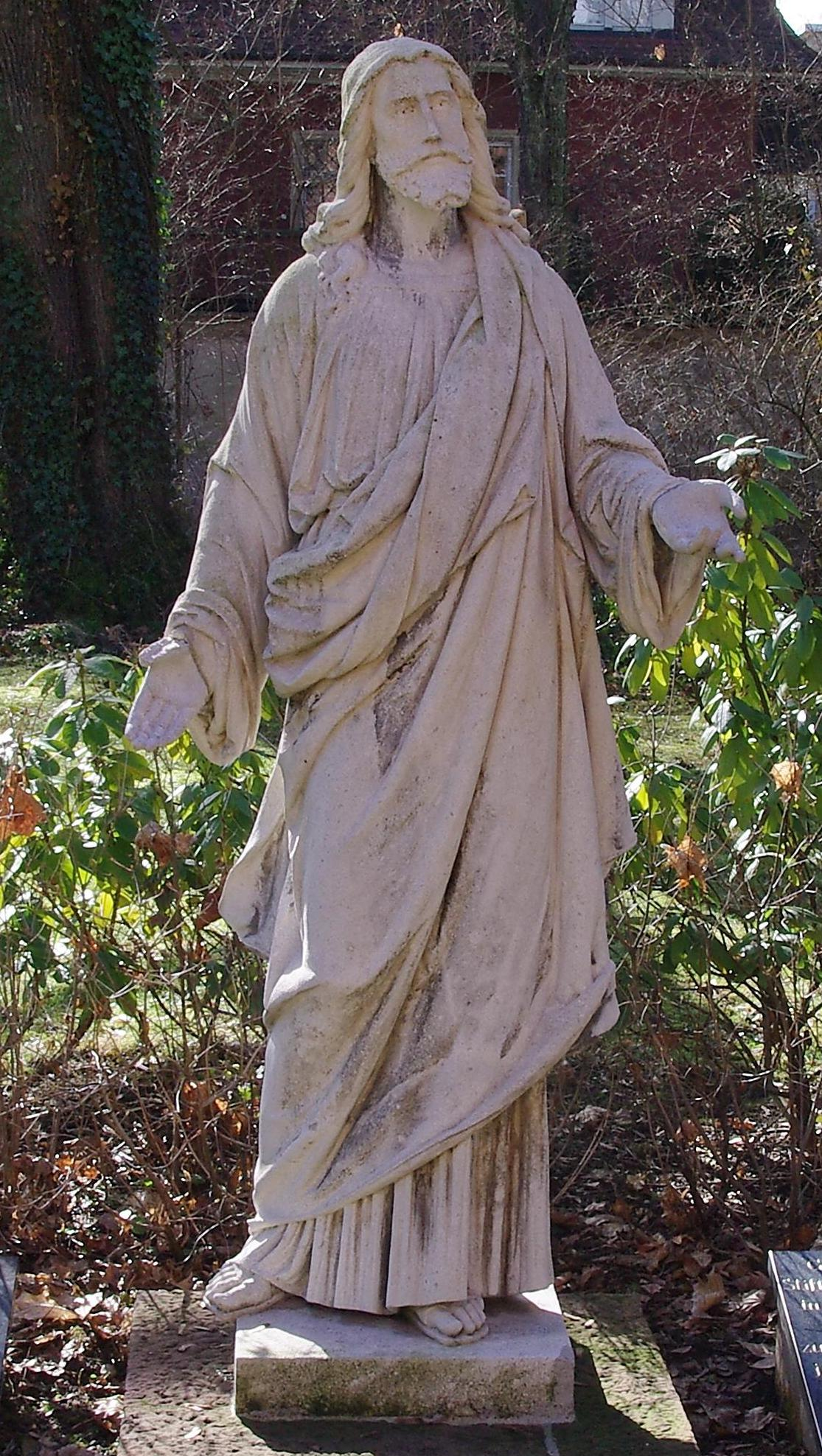
Grabdenkmal für die Stifterin der Erlöserkirche Betti Fischer

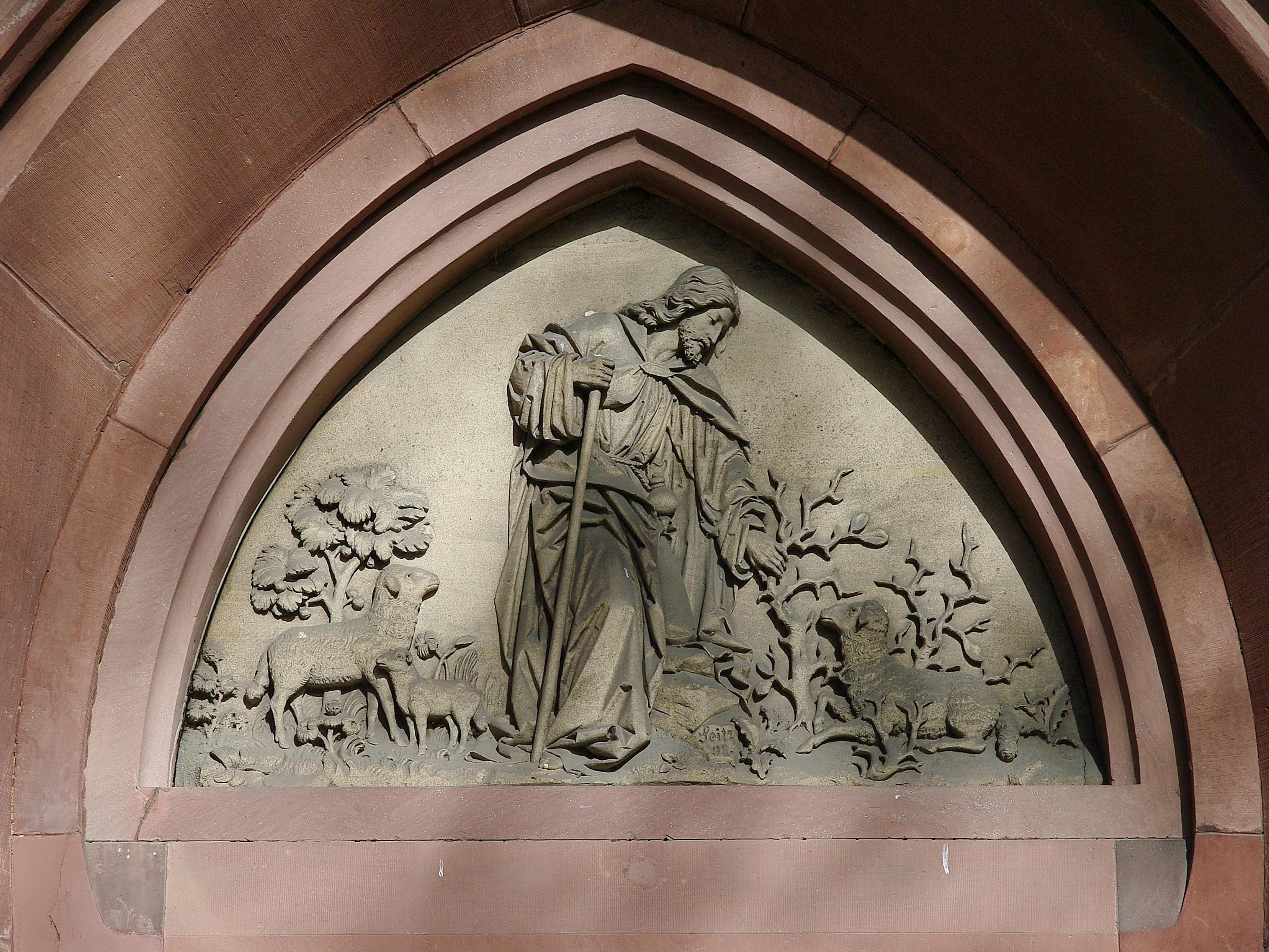
Das Sandsteinrelief Guter Hirte über dem Eingang der Erlöserkirche

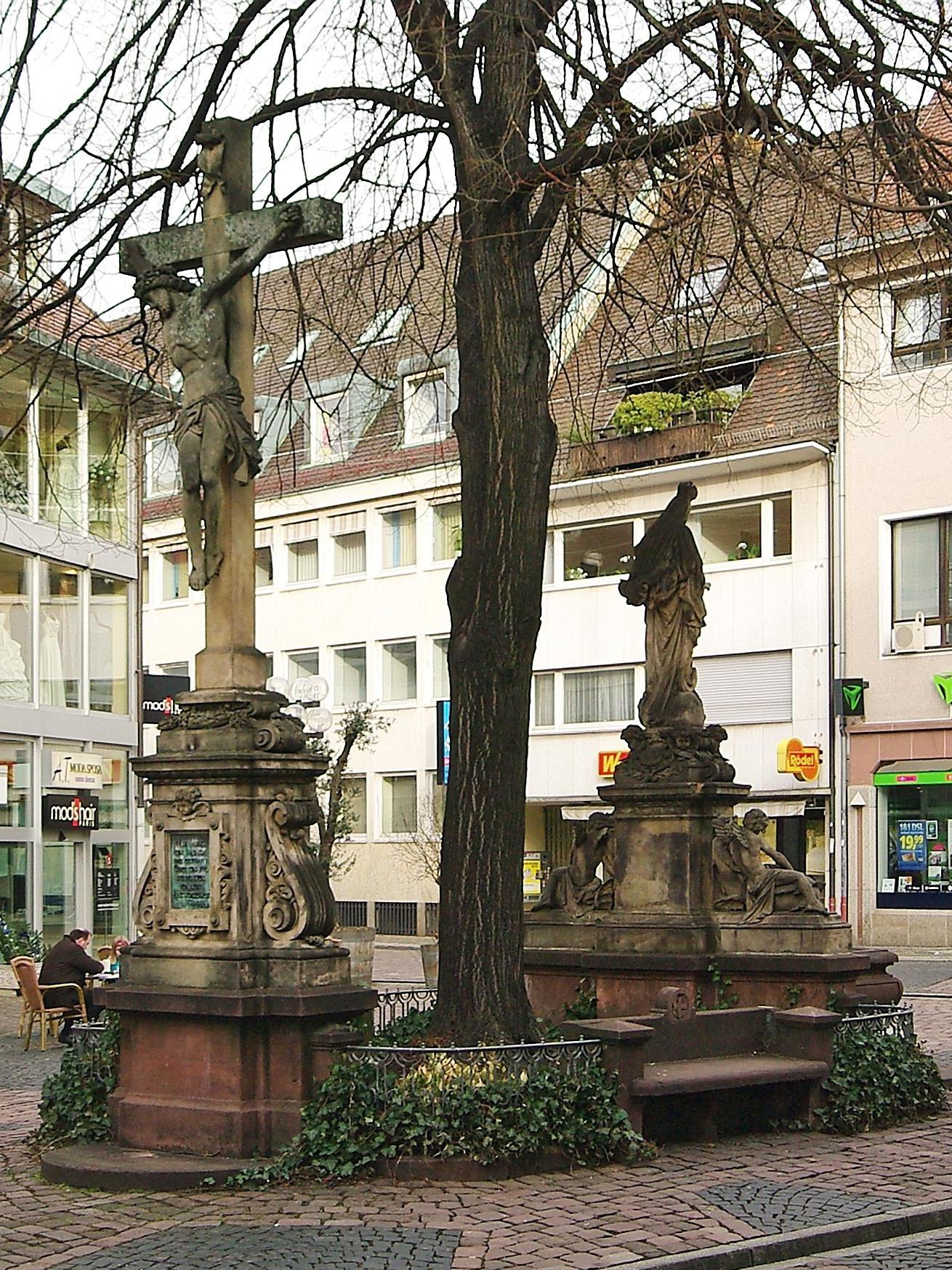
Marienbrunnen

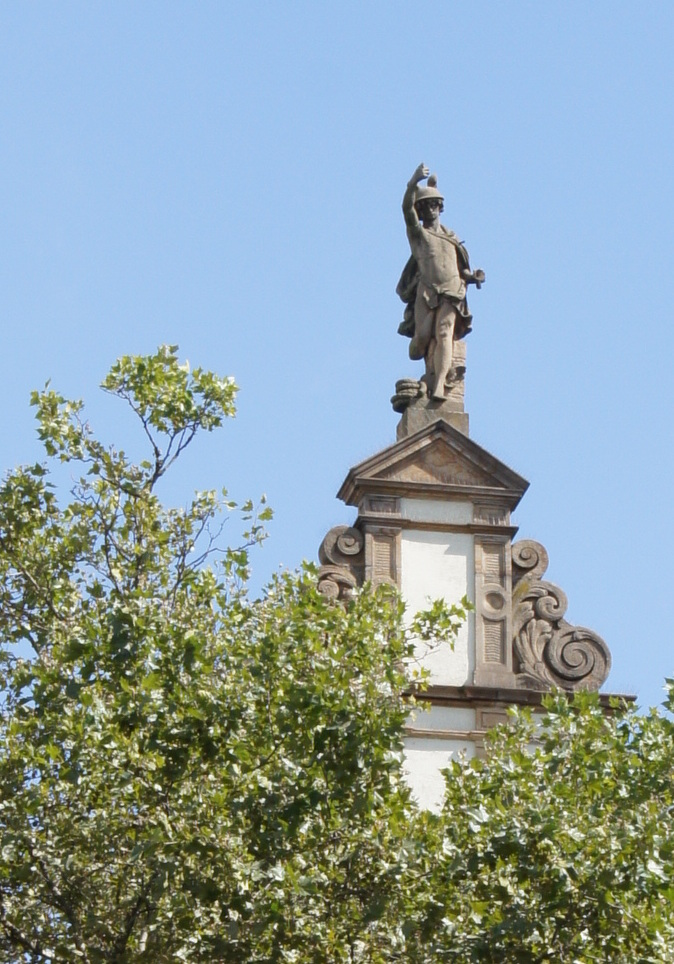
Merkurstatue auf dem Giebel der Kaiser-Joseph-Str. 243

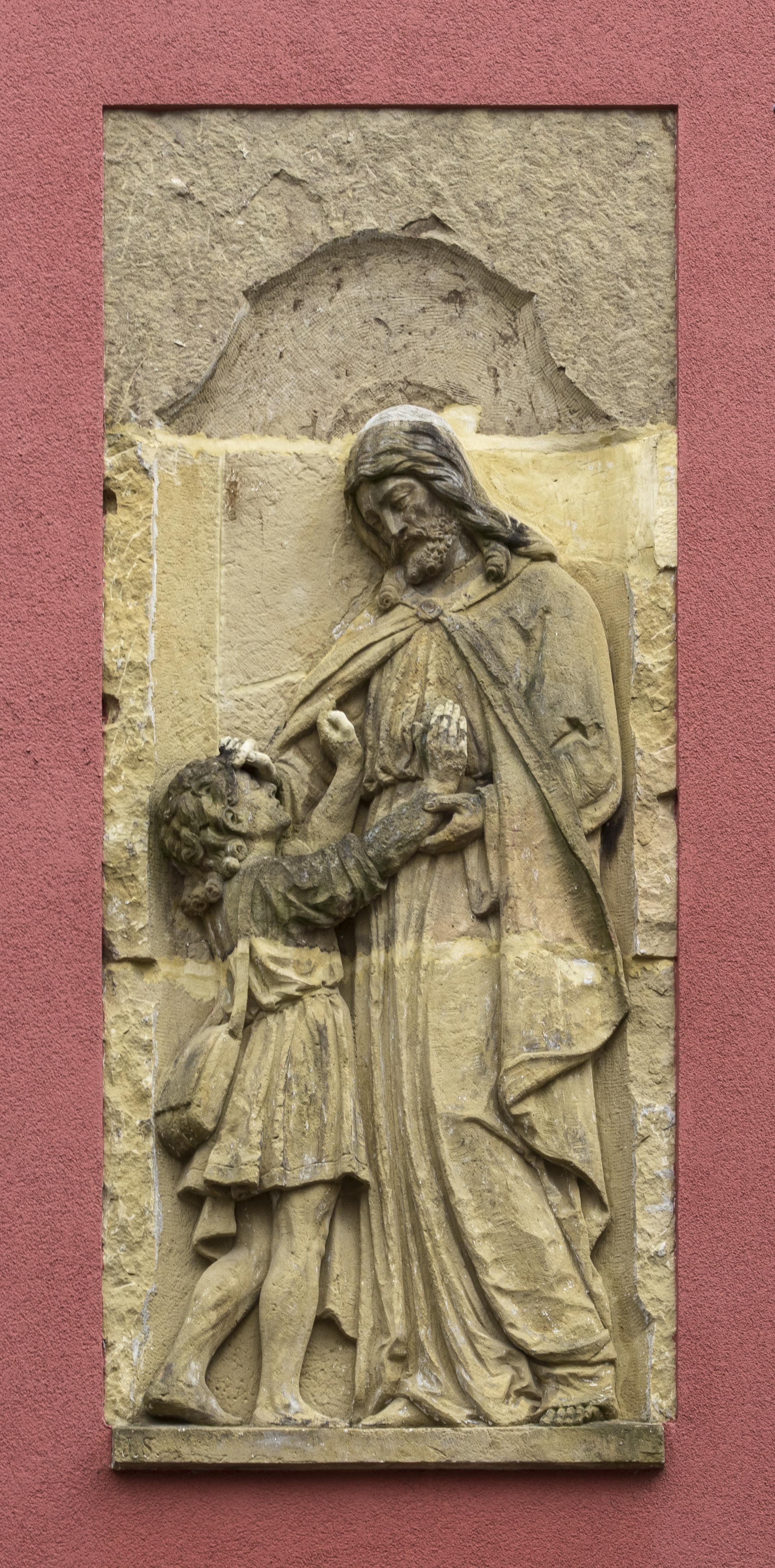
Christus heilt einen blinden Jungen, Relief am Blindenheim

Joseph Julius Seitz (* 27. Oktober 1847 in Külsheim; † 24. Mai 1912 in Freiburg im Breisgau) war ein deutscher Bildhauer.

## Leben
Seitz war das älteste der zehn Kinder des Vergolders Georg Seitz. Dieser schuf mit seinem Bruder als Gebrüder Seitz bereits seit Anfang der 1820er-Jahre Altäre (Ladenburg, Bruchhausen, Pülfringen und Tauberbischofsheim) und beteiligte sich an Kirchenrestaurierungen (Appenweier, Ettlingenweier und Külsheim).
Julius Seitz übersprang, darauf vorbereitet durch Privatunterricht des Ortspfarrers Dekan Zimmermann, die ersten beiden Klassen des Gymnasiums in Tauberbischofsheim und begann eine Lehre bei seinem Vater. 1865 wechselte er zum Darmstädter Hofvergolder Büttner und kurz danach nach Würzburg. Dort lernte er bis 1867 an der Maxschule unter dem Historienmaler Andreas Leimgrub (1817–1890) und dem Bildhauer Häusler. Anschließend arbeitete er als Vergolder in der Mayer’schen Hofkunstanstalt in München, um am 9. Januar 1868 ein Studium an der Münchner Kunstakademie aufzunehmen, wo er sich dem religiös-figuralen Bildhauerfach widmete und Heiligenfiguren sowie Altäre für diverse Kirchen schuf.
Er besuchte die Weltausstellung 1873 in Wien, bevor er sich auf eine Studienreise nach Rom begab und um 1875 ein Jahr bei Michael Arnold in Bad Kissingen verbrachte. Seine Rückkehr nach Rom im Jahr 1879 wurde ihm durch ein Reisestipendium vom badischen Großherzog Friedrich I. ermöglicht. Der Großherzog hatte 1878 in Karlsruhe die Skulptur gesehen, mit der Seitz 1877 den Wettbewerb Einfluß der Kunst auf die Gewerbe gewonnen hatte. Während er sich in Rom mit italienischer Kunst auseinandersetzte, lernte er dort den Kirchen- und Kunsthistoriker Franz Xaver Kraus kennen, für dessen Grab er nach dessen Tod 1901 eine Figur fertigte.
Am 25. Oktober 1883 heiratete Seitz in der Heitersheimer Kirche St. Bartholomäus Maria Anna Aline Zotz (* 16. Februar 1862; † 14. September 1910). Sie war die Enkelin von Karl Zotz, dem Gründer des späteren Weinguts Julius Zotz. Das Paar zog nach Freiburg und kaufte das Haus Hebelstraße 11 mit Atelier und Garten (1944 zerstört). Mit seiner Ehefrau hatte Seitz fünf Töchter und einen Sohn.
Er ließ sich in Freiburg nieder und schuf in seiner Werkstatt zahlreiche Grabdenkmäler, von denen heute noch ungefähr 40 erhalten sind. Später führte er den Fassadenschmuck mehrerer Kirchen aus, darunter St. Johannes Nepomuk in Eberbach und jene des Klosters zum heiligen Grabe in Baden-Baden (1895).
Seitz leitete ab 1899 die Modellierkurse an der Freiburger Gewerbeschule. Zu seinen Schülern zählten u. a. August Müssle, Theodor Hengst und Louis Granget. Der Bildhauer Ferdinand Kohl wurde in der Werkstatt von Seitz ausgebildet. Zu dieser Zeit war Seitz der „führende Bildhauer der Stadt“ und beschäftigte in seiner Firma Seitz’sche Kunstwerkstätte einige Mitarbeiter.
Am 7. Juni 1905 wurde Seitz für das Zentrum als Stadtverordneter III. Klasse gewählt. Später wurde er zum Stadtrat gewählt, konnte die Tätigkeit jedoch wegen Krankheit nicht aufnehmen. Julius Seitz verstarb am 24. Mai 1912 an Herzversagen.
Sein Atelier wurde vom gebürtigen Wollmatinger Bildhauer Emil Stadelhofer übernommen.

## Rezeption
Die von Seitz geschaffenen Grabmale auf dem Friedhof des Campo Santo Teutonico in Rom erregten die Aufmerksamkeit der Schriftstellerin Olga von Schaezler. Seitz durfte für sie eine 1,40 m hohe Skulptur des Thomas von Aquin aus Carrara-Marmor fertigen, die für das Grab ihres 1880 verstorbenen Bruders Konstantin von Schaezler gedacht war. Von Papst Leo XIII. wird berichtet, er habe dieses Seitzsche Werk zu sich bringen lassen und seine Befriedigung über die „tiefreligiöse innerliche Erfassung des Stoffes“ ausgedrückt.
Als „herrliche Portraitfigur zur dauernden Zierde unseres Münsters“ wurde das Marmor-Denkmal des Freiburger Erzbischofs Hermann von Vicari vom Freiburger Katholischen Kirchenblatt im Jahre 1884 bezeichnet. Auch diesen Auftrag hatte Seitz in Rom erhalten. Kaiser Wilhelm II. war voll des Lobes für das Denkmal für Nikolaus Kopernikus in Frauenburg, das Seitz zusammen mit dem Architekten Max Meckel schuf.
Heinrich Müller schrieb fünf Jahre nach dem Tod von Seitz, er habe „hunderten seiner Mitbürger durch Denk- und Grabmäler zum Fortleben über das irdische Dasein hinaus“ verholfen. Andererseits zitiert Müller einen „hervorragenden Kunstkenner“ dahingehend, Seitz sei keine Künstlernatur von elementarer Ursprünglichkeit gewesen, vielmehr ein Eklektiker. Vielen seiner Werke sei ein stark unpersönlicher Zug eigen, ein Mangel an Ausdruckskraft und seelischer Vertiefung. Michael Klant attestierte Seitz im Jahr 2000 eine breitere Palette an Formen als Alois Knittel, der ein Vierteljahrhundert vor Seitz ebenso zahlreiche Skulpturen hinterlassen hatte, sich dabei jedoch auf den Formenkanon der Gotik beschränkte. Begünstigt wurde dies laut Klant durch das Aufkommen des Jugendstils. Er setzte den akademischen Strömungen, die ein Jahrhundert lang dominiert hatten, die eigene Erfindung entgegen. Daher sieht Klant in Seitz die „Schnittstelle zwischen der Skulptur des 19. und des 20. Jahrhunderts“.

## Werke (Auswahl)

### Werke außerhalb Freiburgs
- Rom: Grabdenkmäler für Augustin Theiner († 1874)[16] und Robert von Lichnowsky († 1879) sowie Relief der heiligen Familie auf dem Friedhof des Campo Santo Teutonico[17]
- St. Peter im Schwarzwald: Bertholdsbrunnen mit Ornamenten von August Müssle (1902)[18]
- Heidelberg: Pietà unter dem Kreuze (1905) in der Jesuitenkirche
- Waldkirch: Maria Immaculata nach einem Vorbild von Franz Xaver Kraus für den Alten Marienbrunnen (1905)[19]
- Frauenburg: Porträt von Nikolaus Kopernikus und heliozentrisches Planentenbild für Kopernikus-Denkmal von Max Meckel[13]

### Werke in Freiburg
- Marmor-Porträtstatue des Erzbischofs Hermann von Vicari im Münster[8]
- Epigraph aus Sandstein für Christian Roos im Chorumgang des Münsters
- Statue Weihbischof Lothar von Kübel in der Konviktkirche, vermutlich beim Luftangriff auf Freiburg zerstört
- Neue Brunnenschale für den Bertoldsbrunnen (1888)[20]
- Bronze-Statuen der Kaiser Heinrich V. und Friedrich Barbarossa auf der Kaiserbrücke in der Kaiser-Joseph-Straße (zwischen 1899 und 1902, 1942 zur Metallspende abmontiert und nie zurücktransportiert)[21]
- Marienbrunnen in Unterlinden (1890, nachdem sich 1869 aus einem Angebot von Alois Knittel nichts ergeben hatte)[22]
- Statue von Albertus Magnus und Martin Malterer mit Leopold III. von Habsburg mit auf der Schwabentorbrücke, 1898/99
- Albertus Magnus an der Albertusburse im Stühlinger
- Sandsteinrelief Guter Hirte über dem Eingang der Erlöserkirche
- Grabdenkmal für Ferdinand Gottfried Fischer († 1895), 1895[23] vom Hauptfriedhof an das Grab von Betti Fischer an der Erlöserkirche verlegt[24]
- Gedenktafel für die Gefallenen des Deutsch-Französischen Krieges 1870/71 (1900) im Eingangsbereich des Neuen Rathauses
- Relief Christus heilt einen blinden Jungen (1907) am Blindenheim in der Karlstraße
- Merkurfigur, Giebel Kaiser-Joseph-Straße 243 (ca. 1904, nach Vorbild von Giambologna)[25]
- Christusfigur an der Christuskirche
- Schlusssteine mit figürlichen und heraldischen Motiven im Innenraum, Herz-Jesu-Figur mit Porträtbüste des Architekten Max Meckel im Hauptgiebel, Evangelisten-Symbole an der südlichen Querschiffrose der Herz-Jesu-Kirche.[26]
- Dorfbrunnen von Haslach (1889)
- Georgsbrunnen von St. Georgen (1895)
- Figur auf dem Urbansbrunnen vor der Kirche St. Urban in Herdern (1908)
- Eidechsenbrunnen in Dreikönigstraße (1906, nach Entwurf von Carl Schuster)
- Restaurierung der manieristischen Innenausstattung der Peterhofkapelle (1892, mit Franz Xaver Kraus und Ambros Müller)
- Delfine am Gänsemännchenbrunnen im Zuge von dessen Versetzung vom Kartoffelmarkt an die Adelhauser Kirche Mariä Verkündigung und St. Katharina
- Statue von Andreas Hofer an der Fassade eines Gebäudes in der Wallstraße
- Gambrinus-Figur am Großen Meyerhof
- Büste von Großherzog Friedrich I. am Friedrichsbau (zerstört)
- Büste Otto von Bismarcks am Haus der Freiburger Burschenschaft Teutonia in der Bismarckstraße (zerstört)
- Michael als Drachentöter am Frontgiebel des Ruef’schen Hauses (Kaiserstr. 141, zerstört)
- Relief mit dem Eigentümer der Unterlinden-Brauerei im Brauschurz (zerstört)
- Medaillon Friedrich Ludwig Jahn am Eingang der Turnhalle des Friedrich-Gymnasiums,[27] Badisches Wappen am Giebel sowie Wasserspeier
- Dachgruppe und zwei Figuren an der Ostseite am Goethe-Gymnasium (1891 eröffnet, Gustav Knittel arbeitete an Westseite)
- Meister und Geselle am Hauptgiebel, Porträt Stadtarchitekt Matthias Stammnitz als Erkerkonsole sowie Allegorien von Handwerksberufen (mit August Müssle)[28] an der Fassade der Freiburger Gewerbeschule (1902–1905)

### Grabmale auf dem Hauptfriedhof Freiburg im Breisgau (Auswahl)
- Benjamin Herder († 1888), Bronzerelief mit Auferstehung Christi
- Konstantin von Schaezler, Statue des Thomas von Aquin,[8] 1944 zerstört
- Franz Xaver Kraus (1840–1901), Steinsarkophag mit jungem Römer
- Ernst Ziegler, Bronzerelief mit Asklepios (1905)
- Ludwig Thomas (1838–1907) und Familie, Findling aus der Ravennaschlucht mit antikisierendem Bronzerelief Mutter und Kind
- Eduard Betzinger, triptychonartiger Granitaufbau mit ionischen Säulen (1911)
- Karl Unmüssig (Feld 57c), sitzende Trauernde unter einem Kruzifix
- Wilhelm Würth, Pax-Engel (aus weißem Stein gefertigte Engelsfigur vor schlichtem Steinkreuz)
- Eugen Krebs, Schmerzens-Maria aus Savonnières für Familiengrabkapelle
- Eduard Hummel, farbig gefasstes Relief in Sandstein-Ädikula (1903)
- Heinrich Maas, erzbischöflicher Kanzleidirektor (1901)
- Otto Winterer, Gesamtentwurf (1911, Poraitbüste von Stadelhofer)